# 萨迪克·穆哈拉米
萨迪克·穆哈拉米（波斯語：سردار آزمون；1996年3月1日—）是一位伊朗足球运动员，司职后卫。目前效力於克罗地亚足球甲级联赛俱乐部萨格勒布迪纳摩，伊朗國家足球隊成员。

## 荣誉
柏斯波利斯
- 伊朗職業足球聯賽冠军：2016/17赛季、2017/18赛季
- 伊朗超級盃冠军：2017

萨格勒布迪纳摩
- 克罗地亚足球甲级联赛冠军：2018/19赛季、2019/20赛季、2020/21赛季、2021、22赛季
- 克羅地亞盃冠军：2020/21赛季
- 克羅地亞超級盃冠军：2019、2022